# Smash Pictures
Smash Pictures es una empresa de producción estadounidense de cine pornográfico ubicada en Chatsworth, California.

## La historia de la compañía
Fundada en 2001, el estudio se especializa en la producción de pornografía gonzo en la fantasía y el fetiche de juego, la creación de series como Naughty Nanny, "Whale Tail", ''Killer Grip', y ganador del Premio AVN ''Trampa de las Amas de casa''. El estudio es administrado por el Vice-Presidente de Wyatt Caso, y es propiedad de Dan Quinn.

## Premios y reconocimiento en el sector
- De 2012 Premio XBIZ - 'Viñeta de la Serie del Año' por Parada de Autobús para Niñas[5]
- De 2013 xbiz Award Nominada - Estudio del Año[6]
- De 2013 xbiz Award Nominada - 'Parodia Lanzamiento del Año-Drama" para Cincuenta Sombras de Grey: UNA Adaptación XXX[6]
- De 2013 xbiz Award Nominada - 'Viñeta Lanzamiento del Año' por El Camarero[6]
- De 2013 xbiz Award Nominada - 'Temática de Parejas'' por Siempre confianza en el Amor[6]
- De 2013 xbiz Award Nominada - 'Chica-Lanzamiento del Año' para para chuparse los Dedos Amigas 2[6]
- De 2014 xbiz Award - "Todo el Sexo Lanzamiento del Año' para la "Cola de Ballena" 6[7]

## Demanda
En 2012 Smash Pictures fue demandada por Universal Studios sobre la película Cincuenta Sombras de Grey: UNA Adaptación XXX. Universal afirmó que la película no fue hecha como una parodia, sino como una interpretación directa del libro Cincuenta Sombras de Grey y Cincuenta sombras más oscuras. Smash Pictures había indicado previamente que tenían la intención de hacer la película pornográfica fiel a los libros. En la demanda, Universal solicitó por orden judicial recibir las lucraciones de la película y daños.